# Ceramica Flaminia (equipa ciclista)
A equipa na Euskal Bizikleta de 2008
Ceramica Flaminia (código UCI: FLM) foi um equipa ciclista irlandêsa de categoria Profissional Continental.
Propriedade de NRJ Management Ltd, a sua estrutura era italiana, ao igual que seu patrocinador principal, a companhia Ceramica Flaminia.
Em 2011 fundiu-se com a também equipa irlandêsa de estrutura italiana De Rosa-Stac Plastic se criando a equipa De Rosa-Ceramica Flaminia.

## Material ciclista

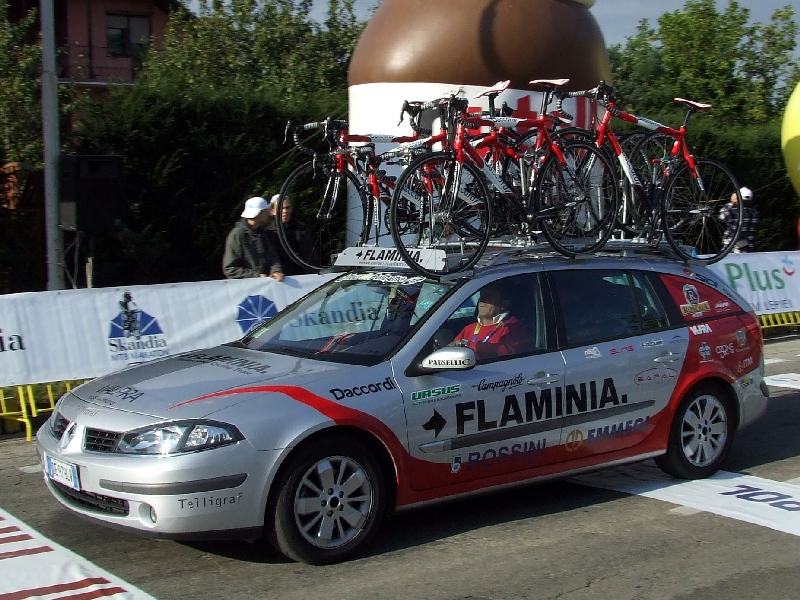
Carro da equipa com bicicletas de troca, em 2007

A equipa utilizou bicicletas Orbea em 2008 e 2009 e anteriormente tinha utilizado bicicletas Daccordi. Em 2010 utilizou bicicletas Bianchi.

## Sede
A equipa tinha sua sede em Rathgar (Oaklands Drive 47), área residencial periférica situada ao sul de Dublin, capital da Irlanda.

## Palmarés destacado
Para o palmarés completo, veja-se Palmarés da Ceramica Flaminia
- Volta à Áustria
  - 2010: Riccardo Ricco
- Brixia Tour
  - 2009: Giampaolo Caruso
- Volta ao Distrito de Santarém
  - 2008: Maurizio Biondo
- Grande Prêmio Nobili Rubinetterie
  - 2006: Paolo Longo Borghini

## Principais corredores
Para os elencos da equipa, veja-se Elencos da Ceramica Flaminia
- Aleksandr Kuschynski (2006)
- Tomasz Marczynski (2006-2008)
- Mijailo Jalilov (2007-2009)
- Filippo Simeoni (2008-2009)
- Giampaolo Caruso (2008-2010)
- Andrea Noè (2010)
- Riccardo Ricco (2010)